# 청주고인쇄박물관

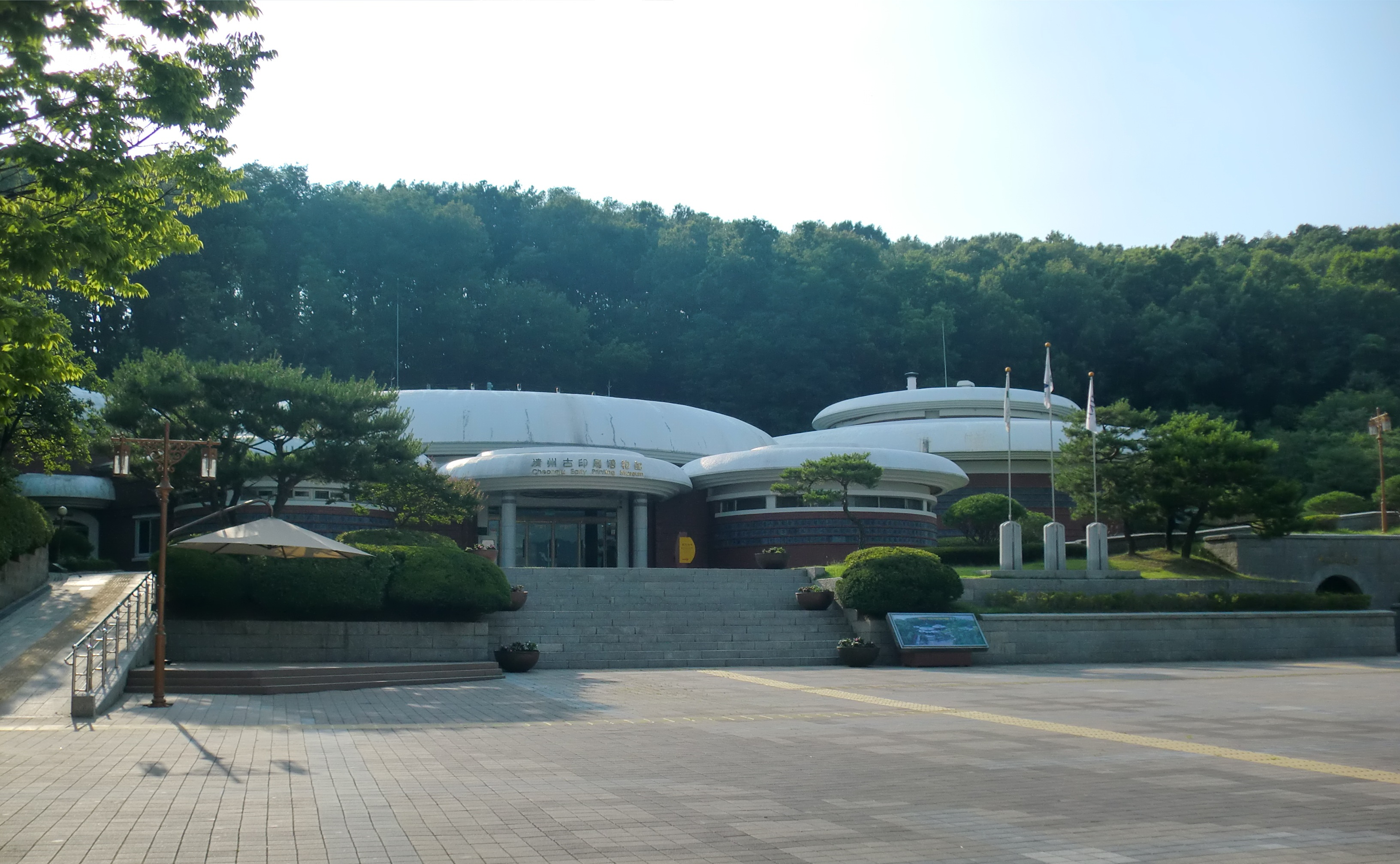
청주고인쇄박물관

청주 고인쇄 박물관(淸州 古印刷 博物館) 은 1992년 3월 17일에 개관한 대한민국의 고인쇄 전시 박물관으로, 충청북도 청주시에 위치한 흥덕사 터에 건립되었다. 처음 건설될 당시에는 흥덕사지관리사무소라 불리던 것이, 1993년 7월 2일에 현재의 명칭인 청주고인쇄박물관으로 변경되었고, 청주시가 소관을 담당하고 있다.

## 같이 보기
- 청주 흥덕사지 - 사적 제315호